# Louis-Frédéric Petitpierre
Louis-Frédéric Petitpierre, auch Ludwig Friedrich Petitpierre (* 2. Oktober 1712 in Couvet; † 4. September 1787 in Neuenburg), war ein Schweizer evangelischer Geistlicher.

## Leben

### Familie
Louis-Frédéric Petitpierre war der Sohn von Henri-David Petitpierre (* 1683 in Couvet; † 23. Mai 1761 in La Chaux-de-Fonds), Gerichtsherr und Bürgermeister von Les Verrières und dessen Ehefrau Susanne-Marie (* 1686 in Couvet; † Dezember 1764 in Neuenburg), Tochter des Gerichtsherrn Claude Petitpierre (1640–1686); er hatte noch zwölf Geschwister, zu diesen gehörte unter anderem
- Ferdinand-Olivier Petitpierre (* 23. August 1722 in Couvet; † 14. Februar 1790 in Neuenburg), evangelischer Geistlicher.

Er war seit 1751 mit Rose-Marie (* 22. Mai 1725 in Neuenburg; † 21. April 1818 ebenda), Tochter des Staatsrats David-Henri Gaudot (1696–1746), verheiratet; gemeinsam hatten sie elf Kinder.

### Werdegang
Nach einem Studium der Geisteswissenschaften an der Universität Basel, das Louis-Frédéric Petitpierre dort bereits im Alter von vierzehn Jahren 1726 begann, wurde er in Neuenburg zum Pfarrer ausgebildet; 1735 erfolgte seine Ordination.
1745 wurde er Diakon in Valangin, bis er 1746 Pfarrer in Les Bayards, 1750 Pfarrer in Cornaux und 1755 Pfarrer in Neuenburg wurde; in dieser Zeit war er von 1758 bis 1759 und von 1771 bis 1773 Dekan des Kapitels Neuenburg.
In seinen letzten Lebensjahren übersetzte er die Schrift Der Messias von Friedrich Gottlieb Klopstock in ein vierbändiges Werk; dieses erschien jedoch erst, nachdem er verstorben war.
Er war mit dem Bischof der Herrnhuter Brüdergemeine Nikolaus Ludwig von Zinzendorf befreundet. Diesen hatte er kennengelernt, als er noch Pfarrer in Cornaux war; zur Gemeinde gehörte auch Montmirail bei Thielle-Wavre, das ein Zufluchtsort der Herrnhuter Brüdergemeine war.

## Schriften (Auswahl)
- Louis-Frédéric Petitpierre; Anton Birr; Johann Ludwig Brandmüller: Hypomnematum ad praeclari Grotiani Operis De jure belli ac pacis primordia specimen tumultuarium. Basileae: Typis J. Ludovici Brandmülleri, 1727.
- Anton Birr; Louis Frédéric Petitpierre: Gemma physikou exhibens theses de naturalis scientiae universa materia. Basileae: Typis I. Ludovici Brandmülleri, 1727.
- Frédéric-Louis Petitpierre; Louis Fauche-Borel: Sermons sur divers textes de l’écriture sainte. Neuchâtel: de l’Imprimerie de L. Fauche-Borel, 1792.
  - Band 1. Neuenburg 1792.
  - Band 2. Neuenburg 1792.
- Friedrich Gottlieb Klopstock; Louis-Frédéric Petitpierre: Le Messie.
  - Band 1. Neuenburg 1795.